# Kauai-elepaio
De kauai-elepaio (Chasiempis sclateri) is een vogelsoort uit het geslacht Chasiempis  uit de familie monarchen (Monarchidae), een familie van oscine zangvogels.
Sinds 2010 wordt door gezaghebbende organisaties zoals de American Ornithologists' Union als een aparte soort beschouwd; daarvoor was het de ondersoort Chasiempis sandwichensis sclateri.

## Verspreiding en leefgebied
De kauai-elepaio is een endemische soort op Kauai, het vierde eiland in grootte van Hawaï.

## Status
De grootte van de populatie is in 2020 geschat op 20.000-50.000 volwassen vogels. Het verspreidingsgebied is klein en de aantallen gaan achteruit door habitatverlies. Op de Rode lijst van de IUCN heeft deze soort de status gevoelig.